# Kévin Sireau

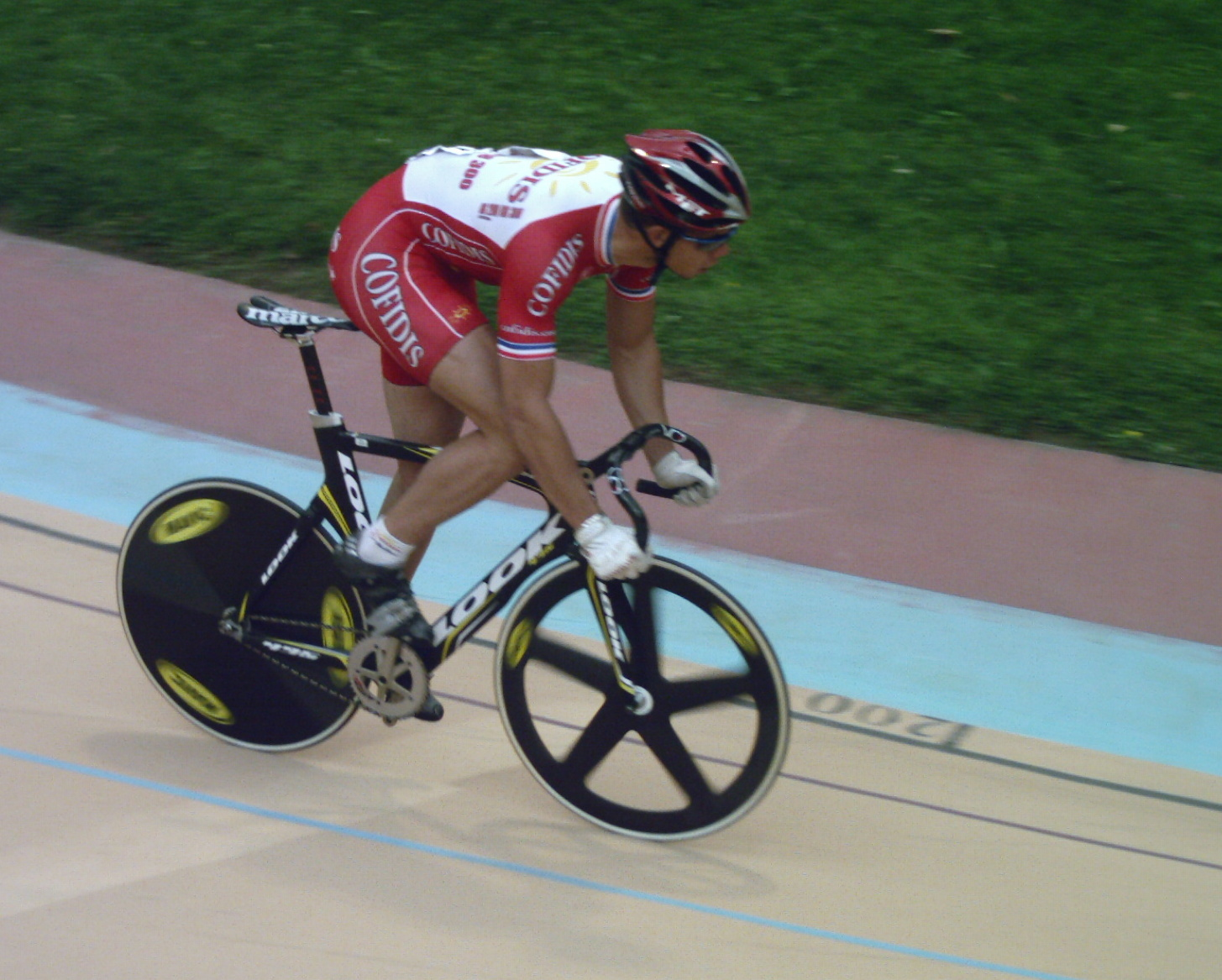
Kevin Sireau

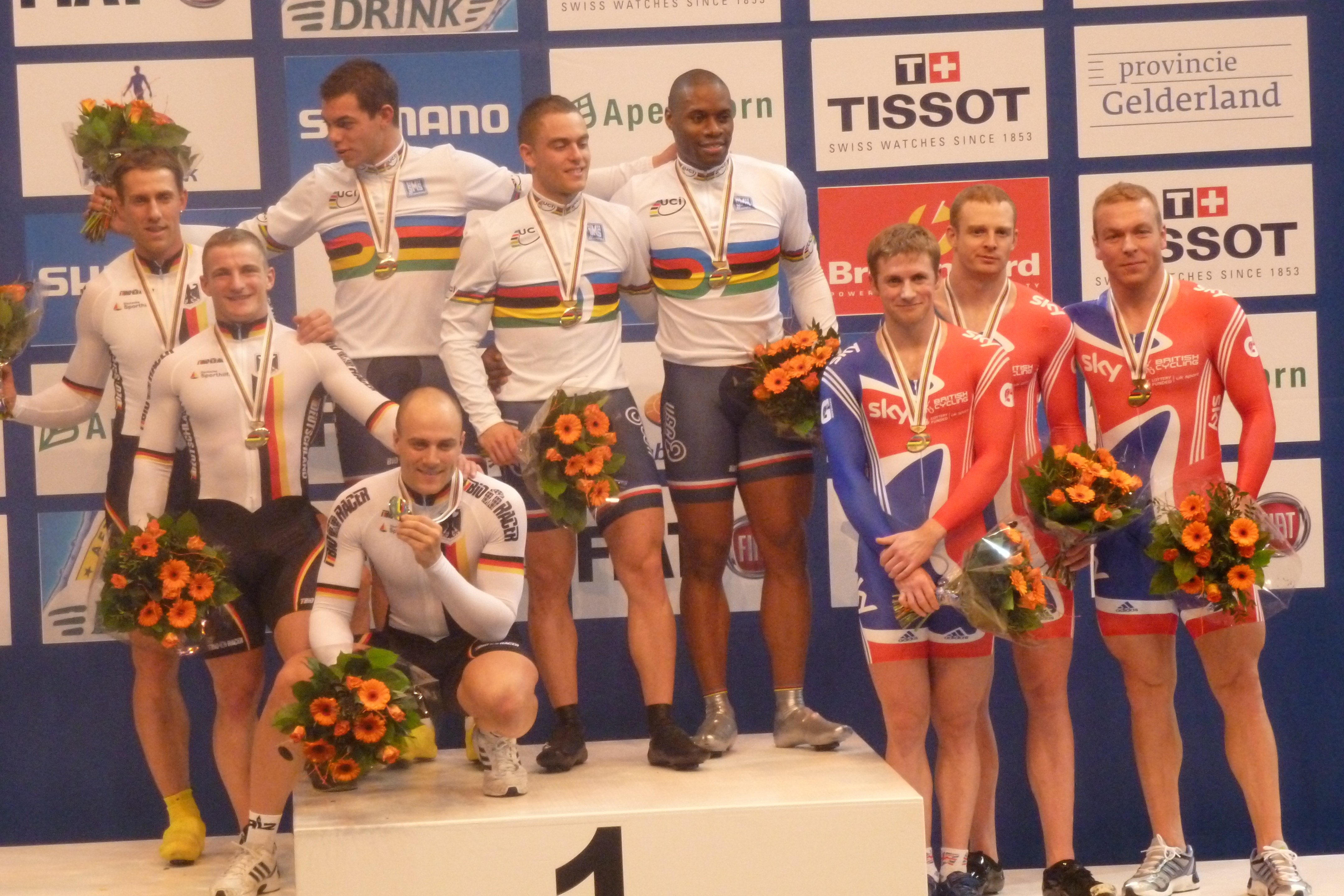
Podium de la vitesse par équipes lors des championnats du monde 2011 (de gauche à droite : Stefan Nimke, René Enders, Kévin Sireau, Maximilian Levy (accroupi), Michaël D'Almeida, Grégory Baugé, Jason Kenny, Matthew Crampton, Chris Hoy).

Kévin Sireau, né le 18 avril 1987 à Châteauroux, est un coureur cycliste et entraineur français, spécialisé dans les épreuves de vitesse sur piste.
Durant sa carrière internationale, il a notamment été triple champion du monde de vitesse par équipes  (2008, 2009 et 2015), et deux fois médaillé d'argent olympique dans la même discipline. Entre 2009 et 2013, il est également détenteur du record du monde du 200 mètres.

## Biographie
Durant ses premières années, Kévin Sireau s'entraîne seulement une fois par semaine sur piste, alors qu'il évolue dans les catégories de « jeunes » (cadet, junior) à l'Association cycliste du Bas-Berry (ACBB) d'Issoudun, dans l'Indre.
En 2005, après plusieurs titres européens et nationaux chez les juniors (moins de 19 ans), il est sélectionné aux championnats du monde sur piste juniors. Il décroche trois médailles d'argent sur les épreuves de vitesse individuelle, de vitesse par équipes et du kilomètre. Il confirme en 2006 en remportant les championnats de France élites de vitesse individuelle et du keirin. L'année suivante, il est Champion d'Europe du keirin espoirs et médaillé d'argent de la vitesse individuelle espoirs, battu en finale par son compatriote Grégory Baugé.
En 2008, il se révèle au niveau international, malgré ses 21 ans. Il remporte la Coupe du monde de vitesse, montrant sa régularité puis atteint la finale des championnats du monde de vitesse. Il se fait battre deux manches à zéro par le britannique Chris Hoy, mais remporte le titre par équipes avec Grégory Baugé et Arnaud Tournant.

Il échoue aux Jeux olympiques de Pékin dans sa quête de l'or, mais rapporte sa première médaille (d'argent) en vitesse par équipes (avec Grégory Baugé, Arnaud Tournant et Mickaël Bourgain). Il remporte son deuxième titre de vitesse par équipes à Pruszkow mais est battu par son compatriote Grégory Baugé en demi-finale du tournoi de vitesse individuelle. Il rapporte malgré tout la médaille de bronze.
Le 29 mai 2009, il bat le record du monde du 200 mètres à Moscou : 9,650 secondes. Puis améliore encore sa performance le lendemain, 30 mai 2009, avec un temps de 9,572 secondes, à une vitesse moyenne de 75,219 km/h. Cette même année, il gagne deux titres de champion d'Europe espoirs supplémentaire à Minsk, portant son total à cinq.
Aux championnats du monde 2011 à Apeldoorn, Sireau devient une nouvelle fois champion du monde de vitesse par équipes  avec Baugé et Michaël D'Almeida. Cependant, en janvier 2012 l'Union Cycliste Internationale retire le titre à la France, à la suite d'une sanction envers Grégory Baugé pour non-respect des règles de localisation dans le cadre de la lutte contre le dopage. En octobre 2011, il est champion d'Europe de vitesse face à Maximilian Levy.
En 2012, il est vice-champion du monde de vitesse par équipes et remporte sa deuxième médaille d'argent olympique, toujours en vitesse par équipes, lors des Jeux olympiques de 2012 à Londres (avec Baugé et D'Almeida).
En début d'année 2015, il rejoint l'équipe de l'Armée de Terre avec le statut militaire. En février, les mondiaux se déroulent en France, dans le nouveau Vélodrome de Saint-Quentin-en-Yvelines. Il devient pour la troisième fois champion du monde de vitesse par équipes (avec Baugé et D'Almeida). Dominés sur la piste en finale par la Nouvelle-Zélande (Edward Dawkins, Ethan Mitchell, Sam Webster), les Français sont sacrés à la suite de la disqualification de leurs adversaires pour mauvais relais. En juin, il fait partie des treize cyclistes élus à la Commission des Athlètes au sein de l'UCI.
Pour les Jeux olympiques de Rio de Janeiro, Sireau n'est retenu qu'en tant que remplaçant. Il participe en fin d'année aux championnats d'Europe à Saint-Quentin-en-Yvelines. Pour sa dernière compétition, il prend la quatrième place de la vitesse par équipes avec Quentin Lafargue et Sébastien Vigier
Il met un terme à sa carrière fin 2016. Il est nommé conseiller technique régional (CTR) de Tahiti jusqu'au mois de septembre 2018, puis devien entraineur du pôle sprint réservé aux jeunes coureurs d'Outre-Mer, à Hyères,,. En 2023, le pôle est déplacé à Bourges. En 2024, il est nommé entraineur national en Inde.

## Palmarès

### Jeux olympiques
- Pékin 2008
  -  Médaillé d'argent de la vitesse par équipes (avec Grégory Baugé, Arnaud Tournant et Mickaël Bourgain)
- Londres 2012
  -  Médaillé d'argent de la vitesse par équipes (avec Grégory Baugé et Michaël D'Almeida)

### Championnats du monde
- Bordeaux 2006
  - 5e du kilomètre
- Palma de Majorque 2007
  - 8e du keirin
- Manchester 2008
  -  Champion du monde de vitesse par équipes (avec Grégory Baugé, Arnaud Tournant et Mickaël Bourgain)
  -  Médaillé d'argent de la vitesse individuelle
  - 21e du keirin
- Pruszkow 2009
  -  Champion du monde de vitesse par équipes (avec Grégory Baugé, Mickaël Bourgain et Michaël D'Almeida)
  -  Médaillé de bronze de la vitesse individuelle
- Ballerup 2010
  -  Médaillé d'argent de la vitesse par équipes
  -  Médaillé de bronze de la vitesse individuelle
- Apeldoorn 2011
  - 9e de la vitesse individuelle
- Melbourne 2012
  -  Médaillé d'argent de la vitesse par équipes
  - 7e de la vitesse individuelle
- Cali 2014
  -  Médaillé de bronze de la vitesse par équipes
- Saint-Quentin-en-Yvelines 2015
  -  Champion du monde de vitesse par équipes (avec Grégory Baugé et Michaël D'Almeida)
- Londres 2016
  - 4e de la vitesse par équipes

### Championnats du monde juniors
- 2005
  -  Médaillé d'argent de la vitesse individuelle juniors
  -  Médaillé d'argent de la vitesse par équipes juniors
  -  Médaillé d'argent du kilomètre juniors

### Coupe du monde
- 2006-2007
  - 2e du kilomètre à Moscou
  - 2e de la vitesse par équipes à Los Angeles
  - 3e de la vitesse par équipes à Moscou
- 2007-2008
  - Classement général de la vitesse
  - 1er de la vitesse à Copenhague
  - 1er de la vitesse par équipes à Los Angeles
  - 1er de la vitesse par équipes à Copenhague
  - 2e de la vitesse à Sydney
  - 2e de la vitesse à Los Angeles
  - 3e de la vitesse par équipes à Sydney
- 2008-2009
  - 1er de la vitesse à Cali
  - 1er de la vitesse par équipes à Pékin (avec Mickaël Bourgain et François Pervis)
  - 1er du keirin à Copenhague
  - 2e de la vitesse par équipes à Copenhague
  - 3e de la vitesse par équipes à Cali
  - 3e de la vitesse à Copenhague
- 2009-2010 
  - Classement général de la vitesse
  - 1er de la vitesse à Cali
  - 1er de la vitesse par équipes à Cali (avec Teun Mulder et François Pervis)
  - 2e de la vitesse à Melbourne
- 2010-2011
  - Classement général de la vitesse
  - 1er de la vitesse à Cali
  - 1er de la vitesse à Pékin
  - 1er de la vitesse à Manchester
  - 1er de la vitesse par équipes à Cali (avec Grégory Baugé et Michaël D'Almeida)
  - 1er de la vitesse par équipes à Pékin (avec François Pervis et Michaël D'Almeida)
  - 1er de la vitesse par équipes à Manchester (avec Grégory Baugé et Michaël D'Almeida)
- 2011-2012
  - 2e de la vitesse par équipes à Londres
  - 3e de la vitesse par équipes à Astana
- 2012-2013
  - 2e de la vitesse par équipes à Aguascalientes
  - 3e de la vitesse par équipes à Glasgow
- 2014-2015
  - 1er de la vitesse par équipes à Cali (avec Grégory Baugé et Quentin Lafargue)

### Championnats d'Europe
| Juniors et Espoirs - Fiorenzuola d'Arda 2005 - Champion d'Europe de vitesse par équipes juniors (avec Alexandre Volant et Michaël D'Almeida) - Médaillé d'argent de la vitesse individuelle juniors - Cottbus 2007 - Champion d'Europe du keirin espoirs - Médaillé d'argent de la vitesse individuelle espoirs - Pruszków 2008 - Champion d'Europe de vitesse individuelle espoirs - Minsk 2009 - Champion d'Europe de vitesse individuelle espoirs - Champion d'Europe de vitesse par équipes espoirs (avec Michaël D'Almeida et Thierry Jollet) | Élites - Pruszków 2010 - Médaillé d'argent de la vitesse individuelle - Médaillé d'argent de la vitesse par équipes - Apeldoorn 2011 - Champion d'Europe de vitesse - Médaillé d'argent de la vitesse par équipes - Baie-Mahault 2014 - Médaillé d'argent de la vitesse par équipes |

### Championnats de France
- 2003

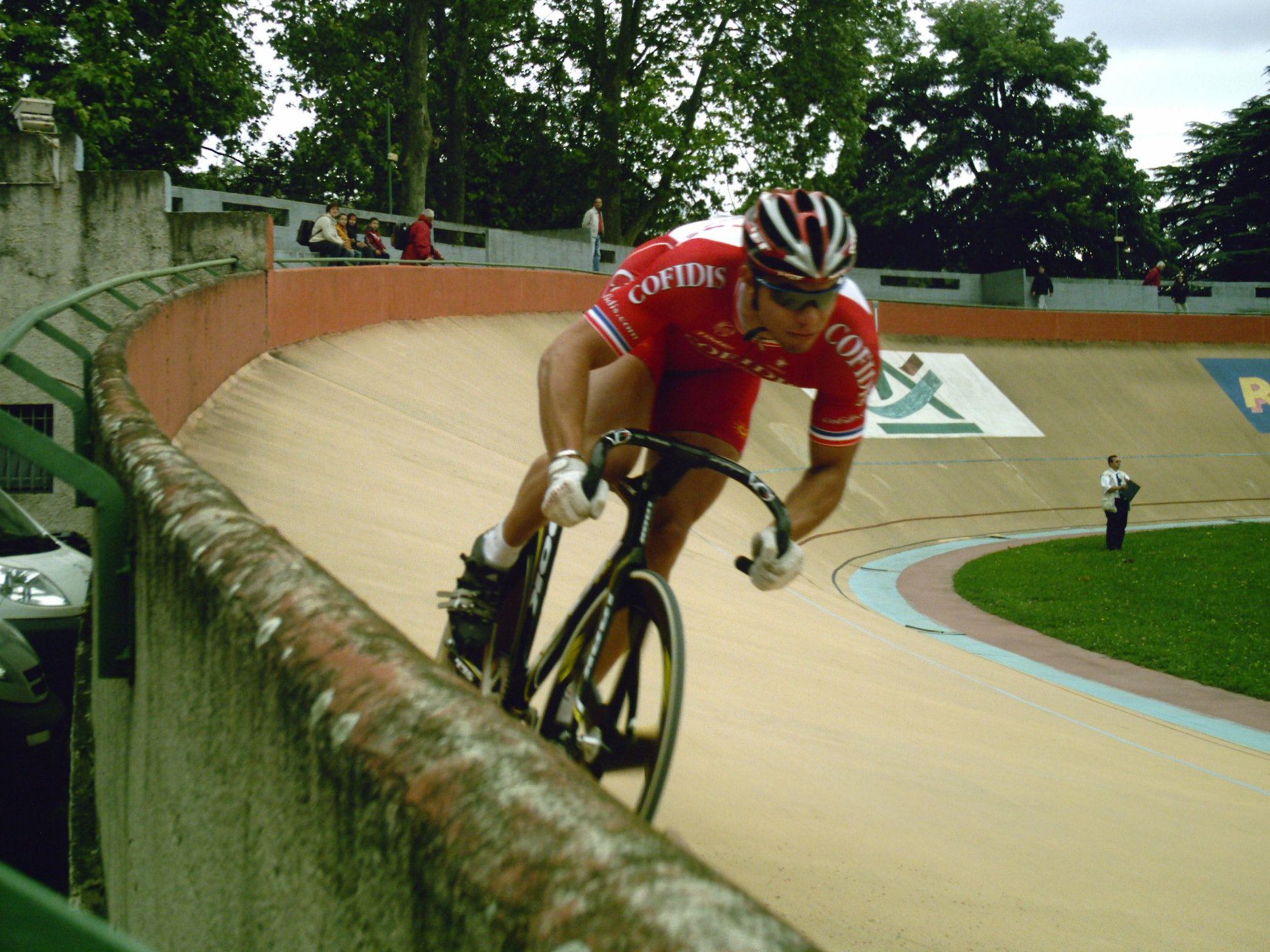
Sireau sur la piste de Lyon

  - 3e de la vitesse individuelle cadets
- 2004
  - 2e de la vitesse individuelle juniors
- 2005
  -  Champion de France de vitesse individuelle juniors
  -  Champion de France du keirin juniors
  -  Champion de France de vitesse par équipes (avec Mathieu Mandard et Alexis Jarry)
- 2006
  -  Champion de France de vitesse individuelle
  -  Champion de France du keirin
  - 2e du kilomètre
- 2007
  - 2e de la vitesse individuelle
- 2008
  -  Champion de France de vitesse individuelle
  -  Champion de France du keirin
  -  Champion de France de vitesse individuelle espoirs
- 2009
  -  Champion de France de vitesse individuelle espoirs
  - 2e de la vitesse individuelle
  - 3e du keirin
- 2010
  -  Champion de France de vitesse individuelle
  -  Champion de France de vitesse individuelle espoirs
  -  Champion de France du keirin
- 2014
  - 2e de la vitesse individuelle